# 리야 실버
리야 실버(Liya Silver, 1999년 2월 25일 ~ )는 러시아의 모델이자 포르노 배우로 본명은 크리스티나 셰르비니나(러시아어: Кристина Щербинина)다.

## 생애
실버는 1999년 2월 25일에 키르기스스탄에서 태어났다. 키르기스스탄에서 어머니와 함께 살면서 고등학교 과정까지 마쳤고, 그 뒤 아버지가 사는 러시아 상트페테르부르크로 가 모델 일을 했다.
2018년에 일상에서 지루함을 느껴 사람들의 관심을 받고자 포르노 배우로 데뷔했다. 2019년 9월에 XBIZ 유럽상 최우수 신인상을 받았고, 2020년 1월에 AVN상 최우수 외국인 신인상을 받았다.